# Lorenzo Verdecía Maturell
Lorenze Verdecía Maturell (født 1960) er en håndboldtræner fra Cuba. Hun træner Cubas håndboldlandshold, og deltog under VM 2011 i Brasilien.